# ریما ویرتانن
ریما ویرتانن (فنلاندی: Reima Virtanen؛ زادهٔ ۵ نوامبر ۱۹۴۷) بوکسور اهل فنلاند است.
وی در مسابقات کشوری و بین‌المللی در مجموع برندهٔ ۱ مدال نقره شده‌است.